# خط کرزن
خط کرزن (انگلیسی: Curzon Line) نخستین بار توسط شورای عالی جنگ برای تعیین حدفاصل میان کشور تازه تأسیس لهستان و اتحاد جماهیر شوروی سوسیالیستی پس از جنگ جهانی اول ایجاد گشت. این پیشنهاد توسط وزیر امور خارجه وقت بریتانیا جرج کرزن مطرح گشت تا به عنوان پایه‌ای جهت ترسیم مرز مشترک شوروی و لهستان مورد استفاده قرار گیرد، اما به واسطه ادامه جنگ میان دو طرف مورد توجه قرار نگرفت.
در طول جنگ جهانی دوم این خط به یک عامل ژئوپلتیک مهم تبدیل گشت، پس از تهاجم نظامی شوروی به لهستان در سال ۱۹۳۹ استالین و هیتلر، لهستان را بر اساس خط کرزن میان خود تقسیم نمودند. متعاقب حمله آلمان به شوروی قدرت‌های غربی و شوروی وارد اتحاد با یکدیگر گشتند ولی غربی‌ها هنوز موافق آن نبودند که پس از پایان جنگ، مرز میان شوروی و لهستان آن چیزی خواهد بود که در ۱۹۳۹ رسم شد اما پس از نبرد کورسک و اثبات قدرت شوروی، چرچیل نظر خود را در این باره تغییر داد.
طبق موافقتنامه‌ای مخفی که در کنفرانس تهران تهیه و در کنفرانس یالتا نیز تأیید گشت روزولت، چرچیل و استالین به عنوان رهبران دولت‌های متفق تأیید نمودند که خط کرزن با برخی تغییرات ۵ تا ۸ کیلومتری مبنای تعیین مرز میان شوروی و لهستان پس از پایان جنگ خواهد بود. هنگامی که چرچیل پیشنهاد کرد طبق خط کرزن ب قسمتی از گالیسیای شرقی از جمله شهر لووف جزئی از خاک لهستان باقی بمانند استالین اعلام نمود که دولت شوروی نمی‌تواند قلمرویی کمتر از آن چیزی که پیشتر دولت بریتانیا خود بارها بر آن تأکید کرده‌است را به تصرف درآورد. توافق متفقین تعهد می‌نمود در ازا جدایی این قسمت‌ها از خاک لهستان بخش‌هایی از آلمان که سرزمین‌های احیا شده نامیده می‌شدند را با لهستان ادغام نماید. مرزهای امروزی میان لهستان و بلاروس و اوکراین همان چیزی است که طبق خط کرزن در پایان جنگ جهانی دوم تعیین گشت.